# 大阪府道・和歌山県道61号堺かつらぎ線
大阪府道・和歌山県道61号堺かつらぎ線（おおさかふどう・わかやまけんどう61ごう さかいかつらぎせん）は、大阪府堺市堺区から和歌山県伊都郡かつらぎ町に至る主要地方道（大阪府道・和歌山県道）である。

## 概要
泉北2号線に代表されるような片側2車線道や滝畑湖畔沿いの片側1車線道など再整備された区間は幹線道路となっている一方で、和泉市の未舗装区間や蔵王峠大阪府側の区間は自動車での通行が困難な区間も多くある。よって、滝畑ダム付近までのアクセスには国道170号の天野山トンネル間から分岐する2車線市道（関西サイクルスポーツセンター経由）の利用、かつらぎ町へは国道24号京奈和自動車道もしくは国道480号でのアクセスが推奨されている。
2021年現在、この道路が河内長野市とかつらぎ町を直接結ぶ唯一の道路となっているため、市町の整備改良促進協議会により道路拡幅や待避所設置が行われている。

### 路線データ
- 陸上距離：42.0キロ　（大阪府：不明　[河内長野市：8.5km]　和歌山県：9.013km）
- 起点：大阪府堺市堺区旭ヶ丘中町1丁（塩穴交差点＝大阪府道30号大阪和泉泉南線交点）
- 終点：和歌山県伊都郡かつらぎ町妙寺（妙寺東交差点（旧妙寺交差点）＝国道24号交点）
- 通称：泉北2号線、ロクイチ、蔵王越え。

## 歴史
- 1971年（昭和46年）6月26日 - 建設省（現・国土交通省）が一般府県道河内長野かつらぎ線の一部、一般府道滝畑堺線を堺かつらぎ線として主要地方道に指定[4]。
- 1972年（昭和47年）
  - 4月1日 - 和歌山県が主要県道堺かつらぎ線（整理番号4）を認定。
  - 7月19日 - 大阪府が主要府道堺かつらぎ線（整理番号133）を認定。
- 1984年（昭和59年） - 大阪府が案内向け路線番号を「37」とする。
- 1994年（平成6年）
  - 4月1日 - 大阪府が路線番号を「37」から「61」へ変更。和歌山県が案内向け路線番号を「61」とする。

## 路線状況

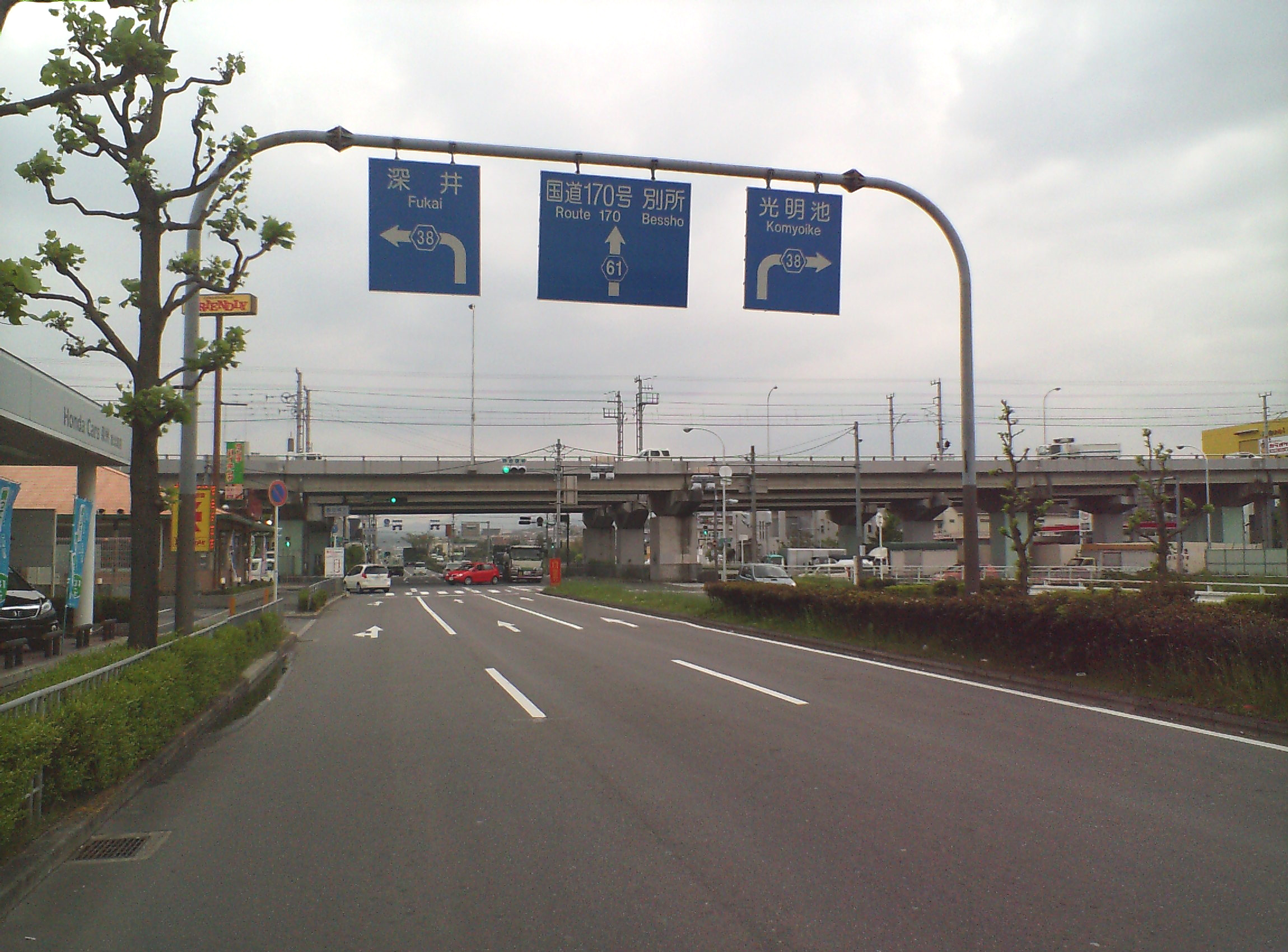
『泉北2号線』とも呼ばれる
大阪府堺市南区内の区間

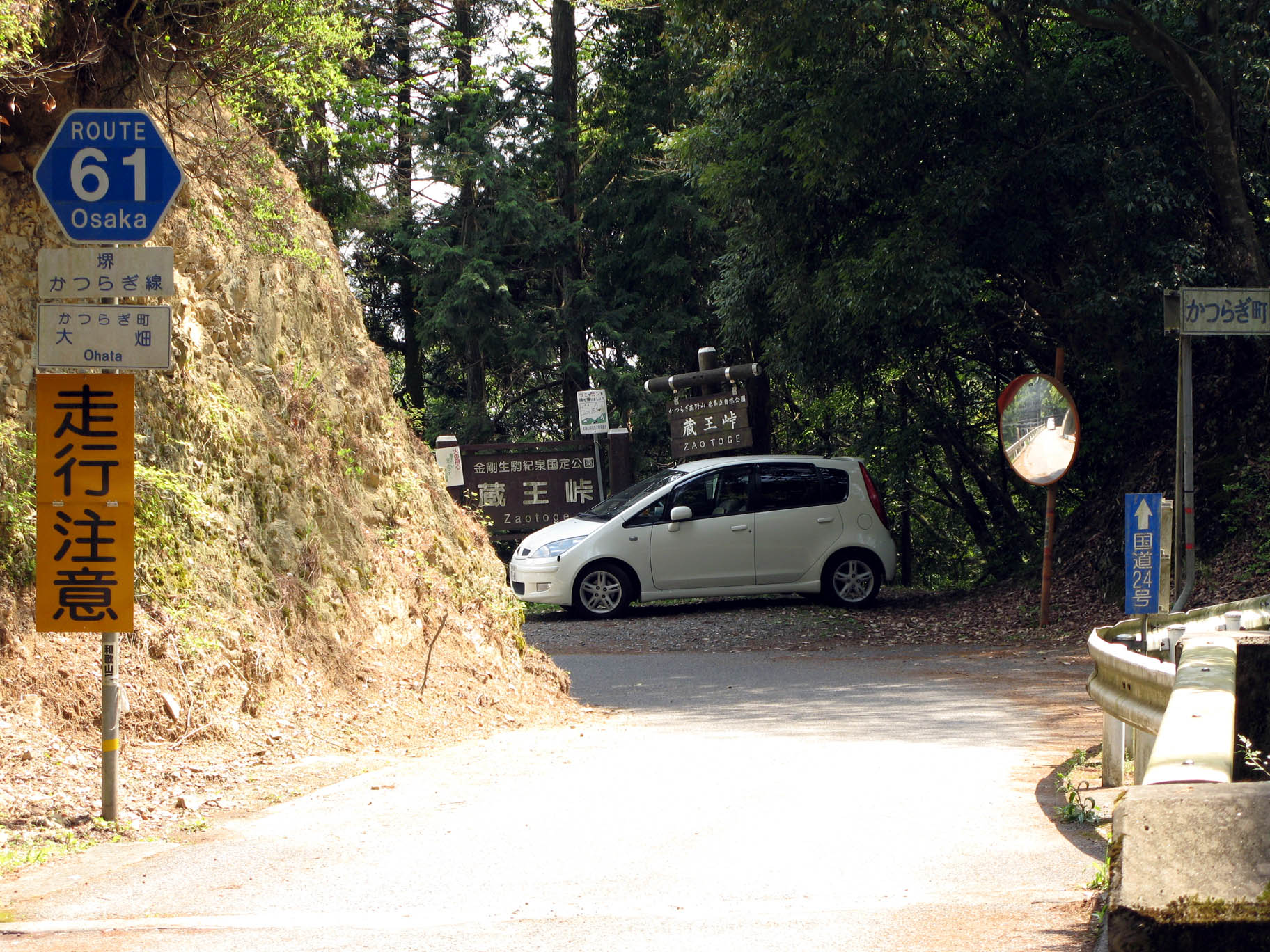
大阪府・和歌山県境の蔵王峠付近

堺市付近

堺市内は、塩穴交差点（履中天皇陵付近）から上野芝、深井清水町交差点（堺市中区深井中町付近）までの区間（通称『塩穴通』）と、阪和線津久野駅付近から南東方向へ伸びる区間（通称『泉北2号線』）に分かれている。津久野駅付近から堺市南区片蔵西交差点までは片側2車線、制限速度60km/hとなっている。片蔵西交差点から別所交差点までは片側1車線、制限速度40km/hとなっている。泉北2号線は、泉北1号線（大阪府道34号堺狭山線）とともに、泉北ニュータウンと堺市内を結ぶ幹線道路として認知されている。そのため豊田橋交差点より堺市内方向（北側）は交通量が多い。また阪和自動車道堺インターが平井大橋交差点付近にあるため、この付近では平日朝夕ラッシュ時、休日夕方に1 - 2km程度の渋滞が発生する。
和泉市付近
泉北ニュータウンを抜け、堺市別所交差点から和泉市善正町交差点までは国道170号旧道の区間を除いて歩道のない片側1車線となっている。大阪府と和歌山県を結ぶ主要地方道として区分されているものの、善正町交差点以南は両側1.5車線の狭部箇所があり、特に智積院付近以南の和泉市内は蛇行したダートとなっており、大きめの一般車両での通行は難しい。
和泉市と河内長野市の間には、1932年（昭和7年）に開通した塩降隧道（塩降トンネル）がある。延長は158mでトンネルは入口と中央付近で折れ曲がった構造をしている。付近の林道本谷横谷線にある梨の木隧道とともに滝畑第三トンネルと呼ばれることもある。以前は酷く老朽化していたが、2002年6月にPCL工法によってトンネルのアーチ部分を2分割する補修工事によって改善された。
河内長野市付近

塩降隧道を抜けた先の交差点で大阪府道218号河内長野かつらぎ線に合流してから滝畑ダム湖畔沿いの区間は、歩道のある緩やかな片側1車線道になり交通量が増える。滝畑湖畔バーベキュー場を抜けると山間を蛇行した両側1.5車線の離合の困難な道路となるうえに道路沿いにキャンプ場が連なるため交通量が多く、休日を中心に渋滞が起こりやすい区間となっている。
府県境の蔵王峠（ざおうとうげ）付近の大阪府側は極狭激坂路となっており、普通車や軽自動車同士でもすれ違いが困難なほど狭く（待避場所がない部分ではほぼ不可能）、舗装も荒れており、こぶし大の落石も見られる。異常気象時通行規制区間に指定されており、冬季には積雪によって通行止めになることがある。

### 重複区間
- 大阪府道28号大阪高石線（大阪府堺市・北条町交差点 - 大池前交差点）
- 大阪府道199号西鳳東線（堺市・中深井交番前交差点 - 大池前交差点）
- 国道170号（和泉市・横山小学校前交差点 - 善正町交差点）
- 大阪府道218号河内長野かつらぎ線（河内長野市滝畑 - 和歌山県伊都郡かつらぎ町）

## 地理

### 通過する自治体
- 大阪府
  - 堺市（堺区 - 北区 - 西区 - 中区 - 南区） - 和泉市 - 河内長野市
- 和歌山県
  - 伊都郡かつらぎ町

### 交差する道路
大阪府堺市

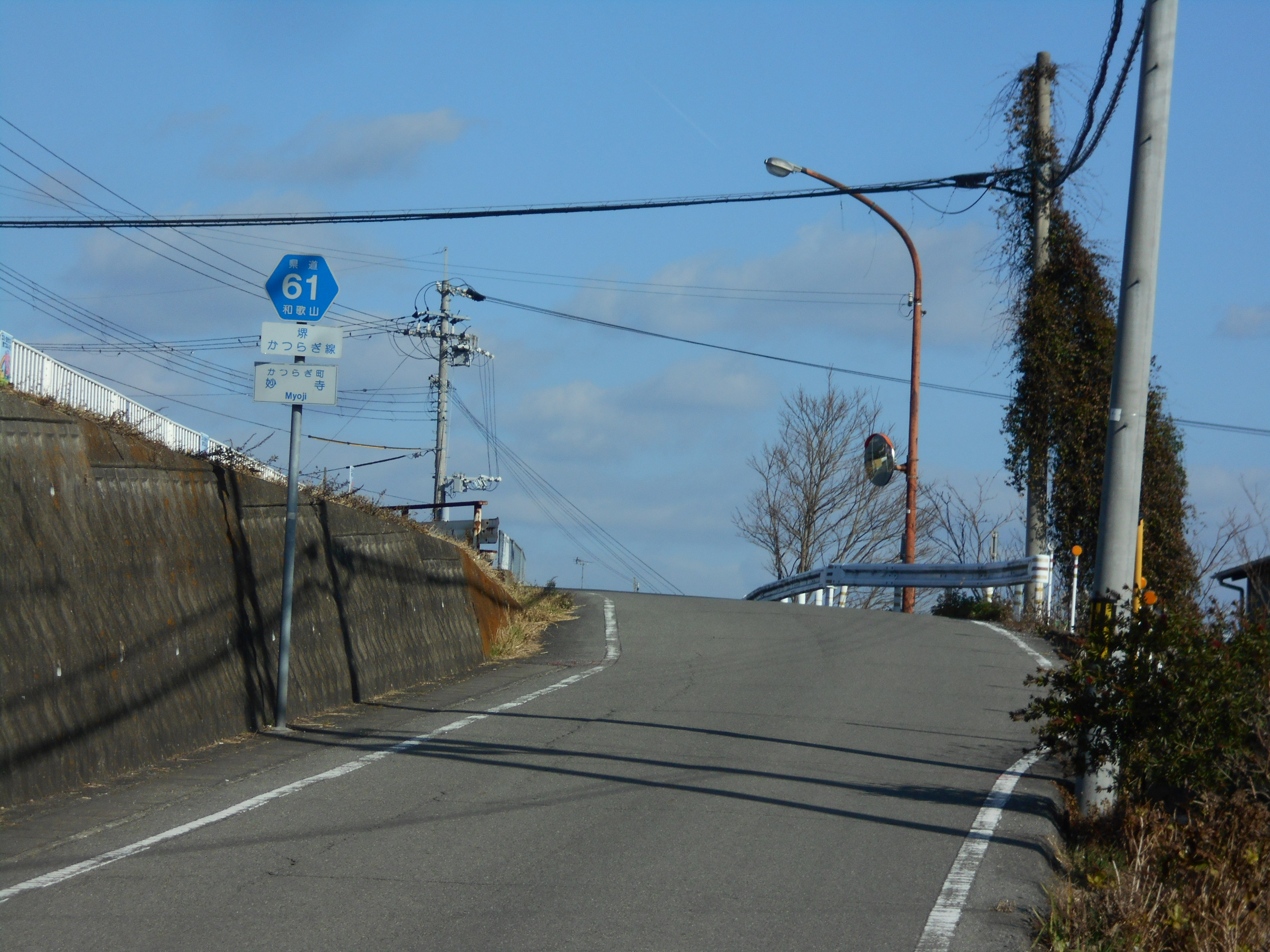
かつらぎ町妙寺

- 大阪府道30号大阪和泉泉南線（塩穴交差点、起点）
- 大阪府道34号堺狭山線（堺市北区東上野芝町2丁・東上野芝町2丁交差点）
- 大阪府道28号大阪高石線（堺市西区北条町2丁・北条町北交差点）
- 大阪府道199号西鳳東線（堺市中区深井北町・中深井交番前交差点）
- 大阪府道28号大阪高石線（大阪府道199号西鳳東線 重複）（堺市西区家原寺町1丁・大池前交差点）
- 大阪府道36号泉大津美原線（大阪府道210号平尾鳳停車場線 重複）（堺市中区八田西町2丁・大黒橋交差点）
- 大阪府道36号泉大津美原線（堺市中区平井・平井大橋交差点）・堺泉北道路（太平寺ランプ）
- 阪和自動車道 堺IC
- 大阪府道208号堺泉北環状線（堺市南区小代・和田西交差点）
- 大阪府道38号富田林泉大津線（堺市南区桃山台・豊田橋北交差点、豊田橋南交差点）
- 大阪府道208号堺泉北環状線（堺市南区庭代台4丁・庭代台東交差点）
- 大阪府道215号別所草部線（堺市南区別所・別所交差点）

大阪府和泉市
- 国道170号（和泉市北田中町・横山小学校前交差点）
- 国道170号 大阪外環状線（和泉市福瀬町）
- 国道170号（和泉市善正町・善正町交差点）

大阪府河内長野市
- 大阪府道218号河内長野かつらぎ線（河内長野市滝畑）

和歌山県伊都郡かつらぎ町
- 国道24号・和歌山県道110号三谷妙寺停車場線（妙寺東交差点）

### 沿線
- 堺市立健康福祉プラザ
- 大仙公園
- 履中天皇陵
- 堺市立上野芝中学校
- 堺市立津久野中学校
- 堺市立総合医療センター
  - 堺市 こども急病診療センター
- 家原大池公園
- 堺市上下水道局 泉北水再生センター
  - 泉北スポーツ広場
- 阪和自動車道 堺インターチェンジ
- 泉北郵便局
- 御池公園
- 堺市立上神谷支援学校
- 堺・緑のミュージアム ハーベストの丘
- 和泉市立横山小学校
- 滝畑ダム
- 河内長野市立滝畑ふるさと文化財の森センター
- 滝畑湖畔バーベキュー場
- 光滝寺
- 光滝寺キャンプ場
- 滝畑四十八滝